# Ziemia Milne’a
Ziemia Milne’a – niezamieszkana wyspa u wschodnich wybrzeży Grenlandii położona na Morzu Grenlandzkim, nazwana na cześć brytyjskiego admirała Davida Milne’a. Jest to druga co do wielkości wyspa u wybrzeży Grenlandii (po wyspie Disko). Powierzchnia wyspy wynosi 3912,9 km², jej najwyższy szczyt wznosi się na 2103 m n.p.m.; długość jej linii brzegowej to 360 km.